# Ville vesuviane del Miglio d'oro

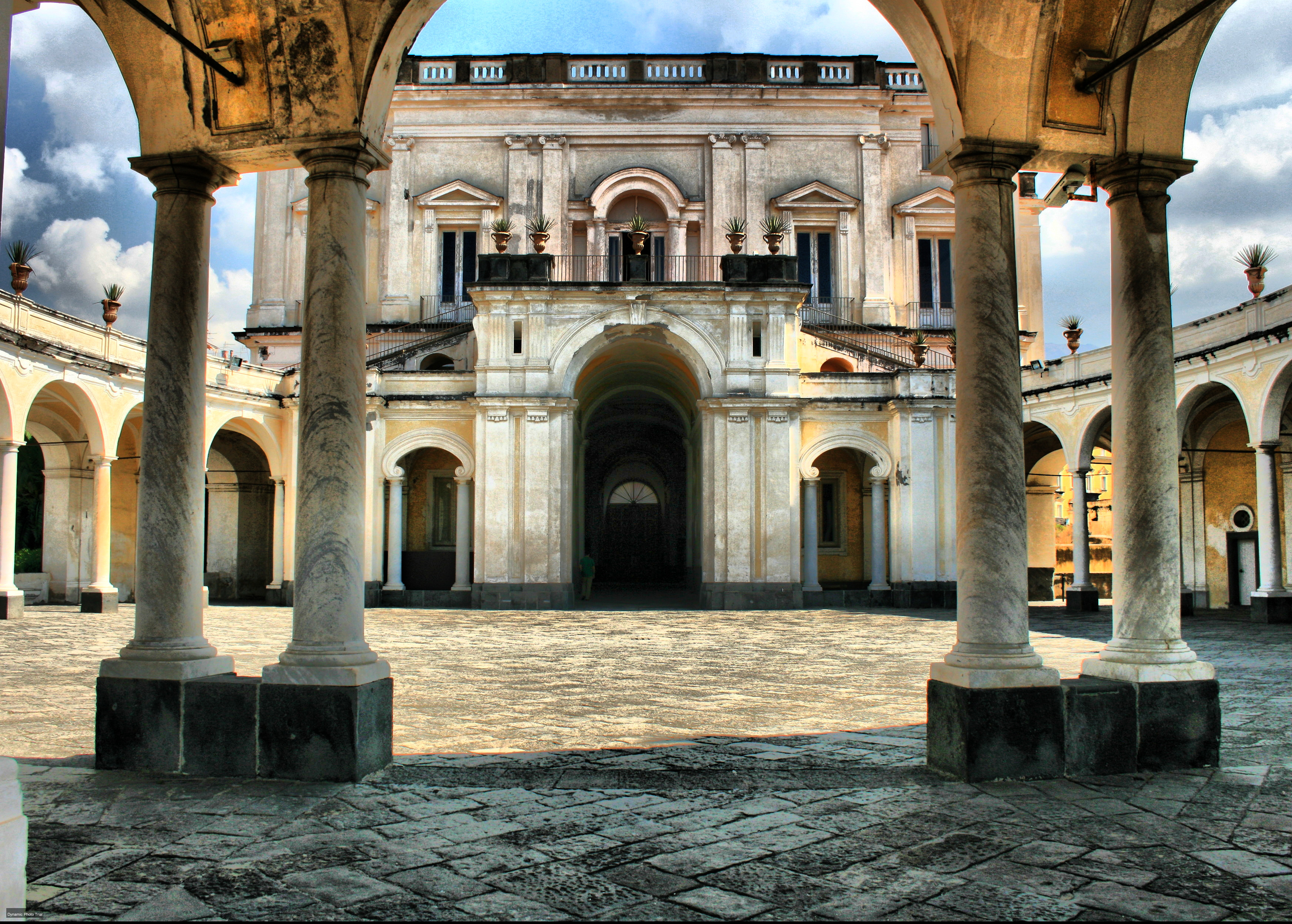
Villa Campolieto a Ercolano nell'anno 2007

Le Ville vesuviane del Miglio d'oro sono un gruppo di 122 edifici costruiti fra il XVIII e il XIX secolo nei territori compresi tra Napoli e Torre del Greco, un'area storicamente nota come Miglio d'oro, e nelle zone immediatamente limitrofe. 

## Contesto storico
Quando il Re Carlo di Borbone fece costruire, nel 1738, la Reggia di Portici per usarla come residenza estiva e diede inizio agli scavi di Ercolano, tutti i nobili della corte iniziarono a edificare nella zona le loro sfarzose residenze estive, ville bellissime sul mare. Oggi rimangono ben 122 immobili monumentali, compresi tra Napoli, San Giorgio a Cremano, Portici, Ercolano e Torre del Greco che compongono il cosiddetto “miglio d’oro”. 

## Fondazione Ente Ville Vesuviane
Le ville sono state censite dall'Ente per le Ville Vesuviane, istituito con la legge n. 578/71. Nel 2009, con decreto del Ministero dei Beni Culturali, l'ente cambia status giuridico diventando una fondazione e assumendo la denominazione Fondazione Ente Ville Vesuviane. Quattro sono le ville sotto la diretta tutela e gestione della Fondazione: Villa Campolieto, la Real villa della Favorita, Villa delle Ginestre e Villa Ruggiero.

## San Giovanni a Teduccio
| Nome                  | Costruzione  | Indirizzo                | Condizioni |
| --------------------- | ------------ | ------------------------ | ---------- |
| Villa Cristina        | XVIII secolo | Corso San Giovanni, 879  |            |
| Villa Faraone         | XIX secolo   | Corso San Giovanni, 1076 | In uso     |
| Villa Papa            | XVIII secolo | Corso San Giovanni, 889  | In uso     |
| Villa Paudice         | XVIII secolo | Corso San Giovanni, 893  | In uso     |
| Villa Percuoco        | XVIII secolo | Corso San Giovanni, 901  | In uso     |
| Villa Procaccini      | XVIII secolo | Corso San Giovanni, 711  |            |
| Villa Raiola Scarinzi | XVIII secolo | Corso San Giovanni, 732  | In uso     |
| Villa Vignola         | XVII secolo  | Via Comunale Lieto, 14   |            |
| Villa Vittoria        | XVIII secolo | Corso San Giovanni, 752  | In uso     |
| Villa Volpicelli I    | XVIII secolo | Corso San Giovanni, 827  | In uso     |
| Villa Volpicelli II   | XVIII secolo | Corso San Giovanni, 835  | In uso     |

## Barra
| Nome                                      | Costruzione | Indirizzo                        | Condizioni |
| ----------------------------------------- | ----------- | -------------------------------- | ---------- |
| Villa Amalia                              | XVII        | Via Giovan Battista Vela, 273    | In uso     |
| Villa Bisignano (o Roomer)                | XVI         | Corso Sirena, 67                 | In uso     |
| Villa Filomena                            | XVIII       | Corso Sirena, 55                 | In uso     |
| Villa Giulia (o De Gregorio di Sant'Elia) | XVIII       | Via Principe di San Nicandro, 68 | In uso     |
| Villa Nasti (ora Villa Letizia)           | XVIII       | Via Giovan Battista Vela, 110    |            |
| Villa Pignatelli di Monteleone            | XVIII       | Corso Sirena, 7                  |            |
| Villa Salvetti                            | XVIII       | Via Luigi Martucci, 55           | In uso     |
| Villa Sant'Anna                           | XVIII       | Via Luigi Volpicella, 310        | In uso     |
| Villa Spinelli di Scalea                  | XVIII       | Corso Sirena, 165                | In uso     |
| Dipendenza Villa Spinelli di Scalea       | XVIII       | Via Giovan Battista Vela, 23     | In uso     |

## San Giorgio a Cremano
| Nome                           | Costruzione   | Indirizzo                       | Condizioni | Immagine |
| ------------------------------ | ------------- | ------------------------------- | ---------- | -------- |
| Villa Bonocore                 | XVIII secolo  | Via Alessandro Manzoni, 41      | In uso     |          |
| Villa Borrelli                 | XVIII secolo  | Via Bruno Buozzi, 27            | In uso     |          |
| Villa Bruno                    | XVIII secolo  | Via Cavalli di Bronzo, 20       | In uso     |          |
| Villa Caracciolo di Forino     | XVIII secolo  | Via Enrico Pessina, 32          | In uso     |          |
| Villa Carafa di Percuoco       | XVIII secolo  | Via Bruno Buozzi, 23            | In uso     |          |
| Villa Carsana                  | XVIII secolo  | Via Enrico Pessina, 2           | In uso     |          |
| Villa Cerbone                  | XVIII secolo  | Via Enrico Pessina, 24          | In uso     |          |
| Villa Cosenza                  | XVIII secolo  | Via Cavalli di Bronzo, 51       | In uso     |          |
| Villa F. Galante               | XVIII secolo  | Via Bruno Buozzi, 56            | In uso     |          |
| Villa G.A. Galante             | XVIII secolo  | via Enrico Pessina              | In uso     |          |
| Villa Giarrusso                | XVIII secolo  | Via Bruno Buozzi, 35            | In uso     |          |
| Villa Giulia                   | XVIII secolo  | Via Cavalli di Bronzo, 16       | In uso     |          |
| Villa Jesu                     | XVIII secolo  | Via Enrico Pessina, 19          | In uso     |          |
| Villa Leone                    | XVIII secolo  | Via Enrico Pessina, 18          | In uso     |          |
| Villa Lignola                  | XVIII secolo  | Via Gennaro Aspreno Galante, 85 | In uso     |          |
| Villa Marulli                  | XVII secolo   | Viale Bernabò, 22               | abbandono  |          |
| Villa Marullier                | XVIII secolo  | Via Enrico Pessina, 17          | In uso     |          |
| Villa Menale                   | XVIII secolo  | Via Enrico Pessina, 57          | In uso     |          |
| Villa Montuoro                 | XVIII secolo  | Corso Roma, 37                  | In uso     |          |
| Villa Olimpia                  | XVIII secolo  | Via Enrico Pessina, 73          | In uso     |          |
| Villa Pignatelli di Montecalvo | XVIII secolo  | Largo Arso 1                    | In uso     |          |
| Villa Pizzicato                | XVIII secolo  | Via Pittore, 70                 | In uso     |          |
| Villa Righi                    | XVIII secolo  | Via Enrico Pessina, 45          | In uso     |          |
| Villa Salvetella               | XVIII secolo  | Via Sant'Anna, 44               | In uso     |          |
| Villa Sinicopri                | XVIII secolo  | Via Pittore, 100                | In uso     |          |
| Villa Tanucci                  | XVIII secolo  | Via Alcide De Gasperi, 10       | In uso     |          |
| Villa Tufarelli                | XV-XVI secolo | Via Tufarelli, 45               | In uso     |          |
| Villa Avalone Tufarelli        | XVIII secolo  | Via Enrico Pessina, 69          | In uso     |          |
| Villa Ummarino                 | XVIII secolo  | Via Antonio Gramsci, 90         | In uso     |          |
| Villa Vannucchi                | XVIII secolo  | Corso Roma, 47                  | In uso     |          |
| Villa Zampaglione              | XVIII secolo  | Via Enrico Pessina              | In uso     |          |

## Portici
| Nome                                 | Costruzione  | Indirizzo                    | Condizioni |
| ------------------------------------ | ------------ | ---------------------------- | ---------- |
| Palazzo Amoretti                     | XVIII secolo | via Amoretti nn.80-82-84-90  | In uso     |
| Villa Aversa                         | XVIII secolo | corso Garibaldi n.223        | In uso     |
| Esedra ex Villa Buono                | XVIII secolo | corso Garibaldi              | In uso     |
| Palazzo Capuano                      | XVIII secolo | Piazza San Ciro              | In uso     |
| Villa d'Amore                        | XVIII secolo | via De Gregorio n.6          | In uso     |
| Villa d'Elboeuf                      | XVIII secolo | Piazza San Pasquale n.8      | In uso     |
| Palazzo di Fiore                     | XVIII secolo | via Bonaventura Zumbini n.12 | In uso     |
| Villa Emilia                         | XVIII secolo | corso Garibaldi n.16         | In uso     |
| Palazzo Evidente                     | XVIII secolo | corso Garibaldi n.93         | In uso     |
| Villa Gallo                          | XVIII secolo | corso Garibaldi n.90         | In uso     |
| Collegio Landriani                   | XVIII secolo | via Gravina n.8              | In uso     |
| Villa Lauro Lancellotti              | XVIII secolo | corso Garibaldi n.229        | In uso     |
| Villa Maltese                        | XVIII secolo | via Università 159           | In uso     |
| Palazzo Mascabruno                   | XVIII secolo | via Università n.48-50-54    | In uso     |
| Villa Mascolo                        | XVIII secolo | via Cristoforo colombo n.69  | In uso     |
| Villa Menna                          | XVIII secolo | corso Garibaldi n.115        | In uso     |
| Villa Meola                          | XVIII secolo | via Marconi n.49             | In uso     |
| Villa Nava                           | XVIII secolo | corso Garibaldi n.239        | In uso     |
| Villa Ragozzino                      | XVIII secolo | via Edoardo Dalbono n.13     | In uso     |
| Palazzo Reale                        | 1738         | via Università n.100         | In uso     |
| Palazzo Ruffo di Bagnara             | XVIII secolo | Corso Garibaldi nn.61-73-85  | In uso     |
| Palazzo Serra di Cassano             | XVIII secolo | via Bonaventura Zumbini n.38 | In uso     |
| Villa Sorvillo                       | XVIII secolo | via Bonaventura Zumbini n.51 | In uso     |
| Villa Starita                        | XVIII secolo | via Cupa Farina n.2          | In uso     |
| Palazzo Valle                        | XVIII secolo | via Università n.93          | In uso     |
| Villa Zelo                           | XVIII secolo | via dell'Addolorata n.35     | In uso     |
| Palazzo in corso Garibaldi n.28      | XVIII secolo | corso Garibaldi n.28         | In uso     |
| Palazzo in corso Garibaldi n.40      | XVIII secolo | corso Garibaldi n.40         | In uso     |
| Palazzo in corso Garibaldi n.100     | XVIII secolo | corso Garibaldi n.100        | In uso     |
| Palazzo in corso Garibaldi n.101/111 | XVIII secolo | corso Garibaldi n.101/111    | In uso     |
| Rudere in corso Garibaldi n.316      | XVIII secolo | corso Garibaldi n.316        |            |

## Ercolano
| Nome                           | Costruzione  | Indirizzo                    | Condizioni |
| ------------------------------ | ------------ | ---------------------------- | ---------- |
| Villa Aprile                   | XVIII secolo | corso Resina n.296           | In uso     |
| Villa Arena                    | XVIII secolo | corso Resina n.318           | In uso     |
| Villa Campolieto               | XVIII secolo | corso Resina n.283           | In uso     |
| Palazzo Capracotta             | XVIII secolo | via Pugliano n.11            | In uso     |
| Villa Consiglio                | XVIII secolo | via Achille Consiglio n.7/11 | In uso     |
| Villa Correale                 | XVIII secolo | corso Resina n.61            | In uso     |
| Villa De Bisogno Casaluce      | XVIII secolo | corso Resina n.189           | In uso     |
| Villa De Liguoro               | XVIII secolo | corso Resina n.1/9           | In uso     |
| Villa Durante                  | XVIII secolo | corso Resina n.308/310       | In uso     |
| Real Villa della Favorita      | XVIII secolo | corso Resina n.291           | In uso     |
| Villa Giulio de la Ville       | XVIII secolo | via Alessandro Rossi n.38    | In uso     |
| Villa Lucia                    | XVIII secolo | corso Resina n.390           | In uso     |
| Villa Manes Rossi              | XVIII secolo | corso Resina n.321           | In uso     |
| Villa Principe di Migliano     | XVIII secolo | corso Resina n.297           | In uso     |
| Palazzo Municipale di Ercolano | XVIII secolo | corso Resina n.39            | In uso     |
| Villa Passaro                  | XVIII secolo | via Achille Consiglio n.28   | In uso     |
| Villa Ruggiero                 | XVIII secolo | via Alessandro Rossi n.40    | In uso     |
| Villa Signorini                | XVIII secolo | via Roma n.43                | In uso     |
| Villa Granito di Belmonte      | XVIII secolo | via Roma n.2                 | In uso     |
| Palazzo Tarascone              | XVIII secolo | corso Resina n.68            | In uso     |
| Villa Tosti di Valminuta       | XVIII secolo | corso Resina n.257           | In uso     |
| Villa Vargas                   | XVIII secolo | corso Resina n.364           | In uso     |

## Torre del Greco
| Nome                  | Costruzione  | Indirizzo                       | Condizioni |
| --------------------- | ------------ | ------------------------------- | ---------- |
| Villa Bruno Prota     | XVIII secolo | via Nazionale n.401             | In uso     |
| Villa Caramiello      | XVIII secolo | via Nazionale n.949             | In uso     |
| Villa del Cardinale   | XVIII secolo | Via del Purgatorio n.122        | In uso     |
| Palazzo Cicchella     | XVIII secolo | via Nazionale n.796             | In uso     |
| Masseria Donna Chiara | XVIII secolo | Via Masseria Donna Chiara       | In uso     |
| Villa Ercole          | XVIII secolo | via Alcide De Gaspari n.158     | In uso     |
| Villa Fienga          | XVIII secolo | via Nazionale n.290             | In uso     |
| Villa Guerra          | XVIII secolo | via Nazionale n.414             | In uso     |
| Villa Macrina         | XVIII secolo | via Nazionale n.363             | In uso     |
| Villa Maria           | XVIII secolo | via Nazionale n.239             | In uso     |
| Villa Mennella        | XVIII secolo | via Nazionale n.279             | In uso     |
| Palazzo Petrella      | XVIII secolo | via Purgatorio n.34             | In uso     |
| Villa Prota           | XVIII secolo | via Nazionale n.917             | In uso     |
| Villa Salvatore       | XVIII secolo | via Nazionale n.978             | In uso     |
| Villa San Gennariello | XVIII secolo | viale Europa n.68               | In uso     |
| Villa Solimena        | XVIII secolo | via Nazionale n.1029            | In uso     |
| Palazzo Vallelonga    | XVIII secolo | Corso Vittorio Emanuele n.92/96 | In uso     |
| Villa delle Ginestre  | XVIII secolo | via Giacomo Leopardi            | In uso     |

## Ville non censite (costruite dal XVII secolo fino ancora agli inizi del XX secolo)
| Nome                                         | Costruzione      | Indirizzo                                                     | Condizioni | Immagine |
| -------------------------------------------- | ---------------- | ------------------------------------------------------------- | ---------- | -------- |
| Villa Antonietta                             | XVIII secolo     | Barra, via Bernardo Quaranta n.55                             |            |          |
| Villa in Corso San Giovanni a Teduccio n.617 | XIX secolo       | San Giovanni a Teduccio, Corso San Giovanni a Teduccio n.617  |            |          |
| Villa Rasulo                                 | XIX secolo       | San Giovanni a Teduccio, Corso San Giovanni a Teduccio n.589  |            |          |
| Villa Savino                                 | XIX secolo       | San Giovanni a Teduccio, Corso San Giovanni a Teduccio n.772  |            |          |
| Villa Scuotto                                | XVIII secolo     | Barra, via Bernardo Quaranta n.102                            |            |          |
| Villa Spena                                  | XVIII secolo     | San Giovanni a Teduccio, Corso San Giovanni n.1024            |            |          |
| Villino Elisabetta                           | XIX secolo       | San Giovanni a Teduccio, Corso San Giovanni a Teduccio n.1022 |            |          |
| Villa Carraturo                              | XVIII secolo     | Barra, via Luigi Martucci n.49                                |            |          |
| Villa Damiano                                | XVIII secolo     | Barra, Corso Sirena n.197)                                    |            |          |
| Villa De Cristofaro                          | XVIII-XX secolo  | Barra, Corso Sirena n.177                                     |            |          |
| Villa Gaeta                                  | XVIII-XX secolo  | Barra, Corso Sirena n.382                                     |            |          |
| Villa in Corso Sirena n.2B                   | XVIII secolo     | Barra, Corso Sirena n.2B                                      |            |          |
| Villa in Corso Sirena n.56                   | XVIII secolo     | Barra, Corso Sirena n.56                                      |            |          |
| Villa in via Bernardo Quaranta n.124         | XVIII secolo     | Barra, via Bernardo Quaranta n.124                            |            |          |
| Villa Mastellone                             | XVIII secolo     | Barra, via Mastellone                                         |            |          |
| Villa Morgese                                | XIX secolo       | Barra, Corso Sirena n.218                                     |            |          |
| Villa Diana                                  | XVIII-XX secolo  | Barra, via Villa Bisignano n.45                               |            |          |
| Rudere de Liguoro                            | XVIII secolo     | San Giorgio a Cremano, via Principe De Liguoro n.9b           |            |          |
| Villa Abbate                                 | XIX secolo       | San Giorgio a Cremano, via Luca Giordano n.38                 |            |          |
| Villa Alba                                   | XIX secolo       | San Giorgio a Cremano, via Antonio Gramsci n.66               |            |          |
| Villa Amato                                  | XVIII-XIX secolo | San Giorgio a Cremano, via San Giorgio Vecchio n.99           |            |          |
| Villa Amirante                               | XVIII-XIX secolo | San Giorgio a Cremano, via Cavalli di Bronzo n.32             |            |          |
| Villa Ascione                                | XIX secolo       | San Giorgio a Cremano, via Pittore 176                        |            |          |
| Villa Borrelli                               | XVIII secolo     | San Giorgio a Cremano, via Pittore n.42                       |            |          |
| Villa Bremuald                               | XVIII-XIX secolo | San Giorgio a Cremano, via Pittore n.73                       |            |          |
| Villa Brunato                                | XVIII-XX secolo  | San Giorgio a Cremano, via Pittore n.93                       |            |          |
| Palazzo Bruno                                | XVIII secolo     | San Giorgio a Cremano, via Sant'Anna n.7                      |            |          |
| Villa Caracciolo di Torella                  | XVIII secolo     | San Giorgio a Cremano, via Bruno Buozzi n.18                  |            |          |
| Villa Cardea                                 | XIX secolo       | San Giorgio a Cremano, Corso Roma n.92                        |            |          |
| Villa Chiusano                               | XVIII secolo     | San Giorgio a Cremano, via Bruno Buozzi n.71                  |            |          |
| Villa Cirella                                | XIX secolo       | San Giorgio a Cremano, via Figliola n.10                      |            |          |
| Villa Dentale                                | XVIII-XIX secolo | San Giorgio a Cremano, Corso Roma n.25                        |            |          |
| Villa De Gregorio                            | XVIII-XIX secolo | San Giorgio a Cremano, via Pittore n.27                       |            |          |
| Villa Elena                                  | XIX secolo       | San Giorgio a Cremano, via Sant' Anna n.81                    |            |          |
| Villa F.Borrelli                             | XIX secolo       | San Giorgio a Cremano, via Pittore n.55                       |            |          |
| Villa Gallifuoco                             | XIX secolo       | San Giorgio a Cremano, via Sant'Anna n.63                     |            |          |
| Villa Gambone                                | XVIII secolo     | San Giorgio a Cremano, via San Martino n.128                  |            |          |
| Villa Gargiulo                               | XIX secolo       | San Giorgio a Cremano, via Margherita di Savoia n.25          |            |          |
| Villa Gaudino                                | XIX secolo       | San Giorgio a Cremano, via Don Giuseppe Morosini n.62         |            |          |
| Villa La Madonnina                           | XVIII-XIX secolo | San Giorgio a Cremano, via Palmiro Togliatti n.35             |            |          |
| Villa Lietta                                 | XVIII-XX secolo  | San Giorgio a Cremano, via Sant' Anna n.65                    |            |          |
| Villa in Corso Roma n.88                     | XIX secolo       | San Giorgio a Cremano, Corso Roma n.88                        |            |          |
| Villa in via Guglielmo Marconi n.47          | XVIII secolo     | San Giorgio a Cremano, via Guglielmo Marconi n.47             |            |          |
| Villa in via Don Giuseppe Morosini n.67      | XIX secolo       | San Giorgio a Cremano, via Don Giuseppe Morosini n.67         |            |          |
| Villa in via Sant'Anna n.37                  | XIX secolo       | San Giorgio a Cremano, via Sant'Anna n.37                     |            |          |
| Villa Borrelli                               | XVIII secolo     | San Giorgio a Cremano, via Antonio Gramsci n.73               |            |          |
| Villa Vittiello                              | XIX secolo       | San Giorgio a Cremano, via Palmiro Togliatti n.19             |            |          |
| Villa in via Pittore n.57                    | XIX secolo       | San Giorgio a Cremano, via Pittore n.57                       |            |          |
| Villa Maratea                                | XVIII secolo     | San Giorgio a Cremano, Piazza Massimo Troisi n.9              |            |          |
| Villa Mastrojanni                            | XIX secolo       | San Giorgio a Cremano, Corso Roma n.72                        |            |          |
| Villa Montalto di Fragneto                   | XVIII secolo     | San Giorgio a Cremano, via San Giorgio Vecchio n.1            |            |          |
| Villa Napolitano                             | XIX secolo       | San Giorgio a Cremano, Corso Umberto n49                      |            |          |
| Villa Ocsia                                  | XVIII secolo     | San Giorgio a Cremano, via Don Giuseppe Morosini n.89         |            |          |
| Villa Pascale                                | XVII secolo      | San Giorgio a Cremano, Corso Roma n.8                         |            |          |
| Villa Potito                                 | XIX secolo       | San Giorgio a Cremano, via Bruno Buozzi n.33                  |            |          |
| Villa Presti                                 | XVIII secolo     | San Giorgio a Cremano, via Botteghelle n.204                  |            |          |
| Villa Provitiera                             | XVIII secolo     | San Giorgio a Cremano, Corso Roma n.51                        |            |          |
| Villa in via Botteghelle n.208               | XVIII secolo     | San Giorgio a Cremano, via Botteghelle n.208                  |            |          |
| Villa Rosetta                                | XIX secolo       | San Giorgio a Cremano, via Pittore n.168                      |            |          |
| Villa Sanfelice Imperiale                    | XVIII-XIX secolo | San Giorgio a Cremano, via Cavalli di Bronzo n.32             |            |          |
| Villa Sepe                                   | XIX secolo       | San Giorgio a Cremano, via Antonio Gramsci n.51               |            |          |
| Villa Sorge                                  | XIX secolo       | San Giorgio a Cremano, via Pittore n.89                       |            |          |
| Villa Tarallo                                | XVIII secolo     | San Giorgio a Cremano, via Antonio Gramsci n.35               |            |          |
| Villa Tarantino                              | XIX secolo       | San Giorgio a Cremano, via Antonio Gramsci n.70               |            |          |
| Palazzo Andreassi (Portici)                  | XVIII secolo     | Portici, Piazza San Ciro n.4                                  |            |          |
| Villa Angelina                               | XIX secolo       | Portici, Corso Garibaldi n.149                                |            |          |
| Villa Angeloni                               | XIX secolo       | Portici, Corso Garibaldi n.286                                |            |          |
| Villa Badelli                                | XVIII-XX secolo  | Portici                                                       |            |          |
| Villa Barbieri                               | XIX secolo       | Portici, via Edoardo Dalbono n.1                              |            |          |
| Villa Bideri                                 | XVIII secolo     | Portici, Corso Garibaldi n.187                                |            |          |
| Villa Calenda                                | XVIII secolo     | Portici, via Michelangelo Naldi n.39                          |            |          |
| Villa Calì                                   | XIX secolo       | Portici, Corso Garibaldi n.164                                |            |          |
| Villa Caposele                               | XVIII secolo     | Portici, via Giovanni Paladino                                |            |          |
| Villa Cardano                                | fine XIX secolo  | Portici, via Gioacchino Cardano n.26                          |            |          |
| Villa Carrelli                               | XIX secolo       | Portici, via Amoretti n.64                                    |            |          |
| Villa Cecilia                                | XIX secolo       | Portici, Corso Garibaldi n.29                                 |            |          |
| Villa Cleofe                                 | XIX secolo       | Portici, via Luigi Zuppetta                                   |            |          |
| Villa Confalone                              | XIX secolo       | Portici                                                       |            |          |
| Palazzo Cozzolino                            | XIX secolo       | Portici, via Università n.42                                  |            |          |
| Villa De Sortis                              | XIX secolo       | Portici, Corso Garibaldi n.300                                |            |          |
| Palazzo Della Torre                          | XVIII-XX secolo  | Portici, via Ernesto Della Torre n.5                          |            |          |
| Palazzo Ferretti                             | XIX secolo       | Portici, Corso Garibaldi n.129                                |            |          |
| Villa Frajno                                 | XIX secolo       | Portici, via Michelangelo Naldi n.43                          |            |          |
| Villa Giordano                               | XIX secolo       | Portici, via Bonaventura Zumbini n.22                         |            |          |
| Villa Giulia                                 | XIX secolo       | Portici, Corso Garibaldi n.249                                |            |          |
| Villa in Corso Garibaldi n.48                | XVIII secolo     | Portici, Corso Garibaldi n.48                                 |            |          |
| Palazzo in Corso Garibaldi n.154             | XIX secolo       | Portici, Corso Garibaldi n.154                                |            |          |
| Villa in Corso Garibaldi n.208               | XIX secolo       | Portici, Corso Garibaldi n.208                                |            |          |
| Villa in Corso Garibaldi n.232               | XIX secolo       | Portici, Corso Garibaldi n.232                                |            |          |
| Villa in Corso Garibaldi n.294               | XIX secolo       | Portici, Corso Garibaldi n.294                                |            |          |
| Palazzo in via Enrico Arlotta n.52           | XVIII secolo     | Portici, via Enrico Arlotta n.52                              |            |          |
| Palazzo in via Gaetano Poli n.19-23          | XVIII secolo     | Portici, via Gaetano Poli n.19-23                             |            |          |
| Villa in via Gaetano Poli n.27               | XIX secolo       | Portici, via Gaetano Poli n.27                                |            |          |
| Villa in via Guglielmo Marconi n.18          | XIX secolo       | Portici, via Guglielmo Marconi n.18                           |            |          |
| Villa Leone                                  | XIX secolo       | Portici, via San Cristoforo n.15                              |            |          |
| Villa Lianza                                 | XIX secolo       | Portici, via Carlo e Luigi Giordano n.8                       |            |          |
| Villa Licinia                                | XIX secolo       | Portici, Corso Garibaldi n.189                                |            |          |
| Villa Longobardi                             | XIX secolo       | Portici, Largo Arso n.14                                      |            |          |
| Villa Lucia                                  | XIX secolo       | Portici, Corso Garibaldi n.221                                |            |          |
| Villa Maria                                  | XIX secolo       | Portici, via De Nittis nn.14-16                               |            |          |
| Villa Marino                                 | XIX secolo       | Portici, Corso Garibaldi n.292                                |            |          |
| Villa Marinucci                              | XVIII            | Portici, via Guglielmo Marconi n.61                           |            |          |
| Villa Minervini                              | XVIII secolo     | Portici                                                       |            |          |
| Villa Munoz                                  | XVIII secolo     | Portici, via Bonaventura Zumbini n.33                         |            |          |
| Villa Naldi                                  | XIX secolo       | Portici, via Enrico Arlotta n.11                              |            |          |
| Villa Naldi                                  | XIX secolo       | Portici, via Michelangelo Naldi n.45                          |            |          |
| Villa Nicolini                               | XIX secolo       | Portici, Corso Garibaldi n.233                                |            |          |
| Villa Olivieri                               | XIX secolo       | Portici, via Gaetano Poli n.47                                |            |          |
| Villa Pagliano                               | XVIII secolo     | Portici, via Luigi Zuppetta n.23                              |            |          |
| Palazzo Paone                                | XVIII secolo     | Portici, Piazza Università n.78                               |            |          |
| Palazzo Pessetti                             | XVIII secolo     | Portici, via Edoardo Dalbono                                  |            |          |
| Villa Perretti                               | XIX secolo       | Portici, Corso Garibaldi n.129                                |            |          |
| Villa Quaranta                               | XIX secolo       | Portici, Corso Garibaldi n.273                                |            |          |
| Villa Rapolla                                | XIX secolo       | Portici, via Emanuele Gianturco n.14                          |            |          |
| Villa Rosina                                 | XVIII secolo     | Portici, Corso Garibaldi n.265                                |            |          |
| Villa Savonarola                             | XIX secolo       | Portici, Corso Garibaldi n.200                                |            |          |
| Villa Scocchera                              | XVIII secolo     | Portici, Corso Garibaldi n.208                                |            |          |
| Villa Scocchera                              | XIX secolo       | Portici, via Gaetano Poli n.50                                |            |          |
| Villa Scuotto                                | XVIII secolo     | Portici, via Edoardo Dalbono n.38                             |            |          |
| Villa Serracapriola                          | XVIII secolo     | Portici, via Farina                                           |            |          |
| Villa Sodo                                   | XIX secolo       | Portici, via Gaetano Poli n.27                                |            |          |
| Villa Spinelli di Scalea                     | XIX secolo       | Portici, Corso Garibaldi n.259                                |            |          |
| Villa Vergara di Craco                       | XVIII secolo     | Portici, via Amoretti n.60                                    |            |          |
| Villa Verusio                                | XVIII secolo     | Portici, via Emanuele Gianturco n.8                           |            |          |
| Villa Acampora                               | XVIII secolo     | Ercolano, Corso Resina n.109                                  |            |          |
| Palazzo Arcucci                              | XVIII secolo     | Ercolano, via Marittima n.35                                  |            |          |
| Villa Battista                               | XIX secolo       | Ercolano, Corso Resina n.326                                  |            |          |
| Villa Cacciottoli                            | XIX secolo       | Ercolano, Corso Resina n.87                                   |            |          |
| Villa Caramiello                             | XVIIIsecolo      | Ercolano, via Alessandro Rossi n.17                           |            |          |
| Villa Coppola                                | XIX secolo       | Ercolano, via Giuseppe Semmola n.9                            |            |          |
| Villa Cua                                    | XVIII secolo     | Ercolano, corso Resina n.213                                  |            |          |
| Villa Faraone                                | XIX secolo       | Ercolano, via Roma n.47                                       |            |          |
| Villa Filotico                               | XIX secolo       | Ercolano, Corso Resina n.185                                  |            |          |
| Villa in Corso Resina n.350                  | XVIII secolo     | Ercolano, Corso Resina n.350                                  |            |          |
| Villa in Corso Resina n.382                  | XVIII secolo     | Ercolano, Corso Resina n.382                                  |            |          |
| Villa Lina                                   | XVIII secolo     | Ercolano, via Alessandro Rossi n.11                           |            |          |
| Villa Maiuri                                 | XX secolo        | Ercolano, via Gennaro Niglio n.21                             |            |          |
| Villa Matarazzo                              | XIX secolo       | Ercolano, Corso Resina n.394                                  |            |          |
| Villa Santangelo                             | XIX secolo       | Ercolano, via Gennaro Niglio n.34                             |            |          |
| Villa Sorrentino                             | XIX secolo       | Ercolano, Corso Resina n.284                                  |            |          |
| Villa Strigari                               | XIX secolo       | Ercolano, via Tironi di Moccia n.18                           |            |          |
| Villa Aurilia                                | XIX secolo       | Torre del Greco, via Nazionale n.926                          |            |          |
| Villa Carmela                                | XIX secolo       | Torre del Greco, via Nazionale n.1007                         |            |          |
| Villa Cimmino                                | XVIII secolo     | Torre del Greco                                               |            |          |
| Villa in via Nazionale n.698                 | XVIII secolo     | Torre del Greco, via Nazionale n.698                          |            |          |
| Villa di Bartolomeo Loffredo                 | XVIII secolo     | Torre del Greco, Corso Vittorio Emanuele n.70                 |            |          |
| Villa Luise                                  | XIX secolo       | Torre del Greco, Corso Avezzana n.57                          |            |          |
| Villa Marinelli                              | XIX secolo       | Torre del Greco, via Sedivola n.34                            |            |          |
| Villa Ruggiero                               | XX secolo        | Torre del Greco, via Curtoli n.28                             |            |          |
| Villa Trabucco                               | XVIII secolo     | Torre del Greco, via Giacomo Leopardi n.3                     |            |          |
| Villa Carafa-De Cillis                       | XVIII-XX secolo  | Torre del Greco, via Giacomo Leopardi n.9                     |            |          |
| Villa delle Terrazze                         | XVIII secolo     | Torre del Greco                                               |            |          |